# Christian Vieri
Christian Vieri (născut 12 iulie 1973) este un fost fotbalist italian.

## Biografie
S-a născut în Bologna, Italia, dar familia sa s-a mutat pentru o perioadă în Australia. A mers la cursurile școlii Prairiewood High School în vestul orașului Sydney. Tatăl lui, Roberto Vieri a jucat pentru clubul din Sydney Marconi Stallions. Fratele său, Massimiliano Vieri, este tot fotbalist profesionist și a fost în echipa națională de fotbal a Australiei în 2004.
Vieri a jucat la "Marconi Stalions" când era copil dar familia sa s-a mutat repede înapoi în Italia.